# كلوي دوماس
كلوي دوماس (بالفرنسية: Chloé Dumas)‏ هي ممثلة فرنسية، ولدت في القرن العشرين في تولوز في فرنسا.

## وصلات خارجية
- الموقع الرسمي
- كلوي دوماس على موقع IMDb (الإنجليزية)
- كلوي دوماس على موقع ألو سيني (الفرنسية)
- كلوي دوماس على موقع قاعدة بيانات الفيلم (الإنجليزية)